# Менгеш
Менгеш (словен. Mengeš) — поселення в общині Менгеш, Осреднєсловенський регіон, Словенія. 
Висота над рівнем моря: 315,9 м.